# John Zorn
John Zorn (Nueva York, 2 de septiembre de 1953) es un compositor, director, saxofonista, arreglista y productor estadounidense que "se resiste deliberadamente a la categorización". Sus enfoques vanguardistas y experimentales de la composición y la improvisación incluyen jazz, música clásica contemporanea, klezmer, rock, hardcore, música experimental, bandas sonoras, ambient, entre otros. A lo largo de su extensa carrera ha publicado más de doscientos títulos y es uno de los músicos más influyentes y respetados de nuestro tiempo. Asimismo, se caracteriza por operar de forma independiente bajo Tzadik Records, un sello discográfico propio.
Zorn se involucró la escena musical del centro de la ciudad de Nueva York a mediados de la década de 1970, colaborando con artistas de improvisación y experimentando con estrategias y arreglos compositivos. Durante la siguiente década actuó por toda Europa y Japón y grabó en sellos independientes estadounidenses y europeos. Lanzó The Big Gundown, reconstruyendo las bandas sonoras de una influencia musical formativa, Ennio Morricone, álbum que fue aclamado en 1986. Spillane y Naked City demostraron aún más la capacidad de Zorn para fusionar y combinar estilos musicales en nuevos y desafiantes formatos.
Zorn pasó un tiempo significativo en Japón en la década de 1980 y principios de la de 1990 y regresó al Lower East Side de Manhattan para establecer el sello discográfico Tzadik en 1995. Tzadik le permitió a Zorn establecer su independencia y mantener el control creativo y garantizar la disponibilidad de su creciente catálogo de grabaciones. Grabó y lanzó prolíficamente material nuevo para el sello, publicando varios álbumes nuevos cada año, junto con grabaciones de muchos otros artistas.
Zorn toca el saxofón con sus bandas Naked City, Painkiller y Masada, dirige conjuntos como Moonchild, Simulacrum y varios grupos relacionados con Masada o anima a los músicos a realizar sus propias interpretaciones de su trabajo. Ha compuesto música de concierto para conjuntos y orquestas clásicas, y ha producido música para ópera, instalaciones sonoras, cine y documentales. Las giras por Europa, Asia y Medio Oriente han sido extensas, generalmente en festivales con músicos y conjuntos que interpretan su repertorio.

## Primeros años y carrera

### Primeros estudios
John Zorn se crio en una familia judía en la ciudad de Nueva York, donde asistió a la Escuela Internacional de las Naciones Unidas y estudió piano, guitarra y flauta. La madre de Zorn, Vera (de soltera Studenski; 1918-1999), escuchaba música clásica y mundial; su padre, Henry Zorn (1913-1992), estaba interesado en el jazz , las canciones francesas y la música country; y su hermano mayor coleccionaba discos de doo-wop y rock and roll de los años cincuenta. Zorn pasó su adolescencia "escuchando a The Doors y tocando el bajo en una banda de surf", mientras exploraba la música experimental y de vanguardia de György Ligeti , Mauricio Kagel y Karlheinz Stockhausen y estudiaba bandas sonoras de dibujos animados y bandas sonoras de películas.
Zorn aprendió por sí mismo orquestación y contrapunto transcribiendo partituras y estudió composición con Leonardo Balada antes de matricularse en Webster College (ahora Webster University) en St. Louis, Misuri y asistir a las clases de Oliver Lake. Mientras estuvo en Webster, incorporó elementos de free jazz, música experimental y de vanguardia , bandas sonoras de películas, artes escénicas y las bandas sonoras de dibujos animados de Carl Stalling en sus primeras grabaciones y descubrió el innovador álbum solista de Anthony Braxton, For Alto, lo que lo inspiró a tomar el instrumento.
Zorn dejó Webster después de tres semestres y vivió en la costa oeste antes de regresar a Manhattan, donde dio conciertos en su apartamento y en otros pequeños lugares de Nueva York, tocando el saxofón y una variedad de lengüetas, cantos de pato, cintas y otros instrumentos. Zorn se sumergió en la escena del arte underground, ayudando al cineasta Jack Smith con sus actuaciones y asistiendo a obras de Richard Foreman.

### Primeras composiciones y grabaciones
Las primeras composiciones importantes de Zorn incluían muchas Game pieces descritas como "sistemas complejos que aprovechan a los improvisadores en formatos compositivos flexibles". Estas composiciones "implicaban reglas estrictas, juegos de roles, apuntadores con tarjetas didácticas, todo en nombre de fusionar estructura e improvisación de manera perfecta". Las primeras piezas de juego de Zorn tenían títulos deportivos como Lacrosse (1976), Hockey (1978), Pool (1979) y Archery (1979), que grabó y lanzó por primera vez en el sello Parachute de Eugene Chadbourne. Su pieza de juego más duradera es Cobra, compuesta en 1984 y grabada por primera vez en 1987 y en versiones posteriores en 1992, 1994 y 2002, y revisada en interpretación muchas veces.
A principios de la década de 1980, Zorn estaba muy involucrado en la improvisación, tanto como solista como con otros artistas de ideas afines. Las primeras grabaciones de saxofón solo de Zorn se publicaron originalmente en dos volúmenes como The Classic Guide to Strategy en 1983 y 1986 en el sello Lumina. Las primeras improvisaciones de Zorn en grupos pequeños están documentadas en Locus Solus (1983), que presentó a Zorn con varias combinaciones de otros improvisadores, incluidos Christian Marclay , Arto Lindsay, Wayne Horvitz, Ikue Mori y Anton Fier. Ganryu Island presentó una serie de duetos de Zorn con Michihiro Sato en shamisen, que recibió un lanzamiento limitado en el sello Yukon en 1984. Zorn ha reeditado posteriormente estas primeras grabaciones.

### Grabaciones innovadoras
La grabación revolucionaria de Zorn se produjo en 1986 con el aclamado The Big Gundown lanzado en Nonesuch Records. El álbum fue respaldado por el compositor Ennio Morricone, quien dijo: "Este es un disco que tiene ideas frescas, buenas e inteligentes. Es una realización a un alto nivel, un trabajo realizado por un maestro con gran ciencia-fantasía y creatividad... Mucha gente ha hecho versiones de mis piezas, pero nadie las ha hecho así”.
Zorn siguió con otro lanzamiento de un sello importante, Spillane, en 1987, con composiciones interpretadas por Albert Collins , el Kronos Quartet , junto con la canción principal, una de las primeras composiciones de "tarjeta de archivo". Este método de combinar composición e improvisación implicaba que Zorn escribiera descripciones o ideas en tarjetas de archivo y las organizara para formar la pieza. Zorn describió el proceso en 2003:
"Escribo en momentos, en bloques sonoros dispares, por lo que encuentro conveniente almacenar estos eventos en tarjetas archivadoras para poder clasificarlos y ordenarlos con el mínimo esfuerzo. El ritmo es esencial. Si te mueves demasiado rápido, la gente tiende a dejar de escuchar los momentos individuales como completos en sí mismos y más como elementos de una especie de efecto de nube... Trabajé de 10 a 12 horas al día durante una semana, simplemente orquestando estas fichas. Fue un proceso intenso."
El método de tarjetas de archivo de Zorn para organizar bloques de sonido en una estructura general dependía en gran medida de los músicos que elegía, la forma en que interpretaban lo que estaba escrito en las tarjetas de archivo y su relación con Zorn. "No me voy a sentar en una torre de marfil y pasar mis puntuaciones a los jugadores". dijo Zorn. "Tengo que estar ahí con ellos, y por eso comencé a tocar el saxofón, para poder conocer músicos. Todavía siento que tengo que ganarme la confianza de un jugador antes de que pueda reproducir mi música. Al final del día, quiero que los jugadores digan: esto fue divertido, fue mucho trabajo y es una de las cosas más difíciles que he hecho, pero valió la pena el esfuerzo."
Siguieron tres lanzamientos más sobre Nonesuch; Spy vs Spy en 1989, Naked City en 1990 y Filmworks 1986-1990 (1992) antes de que Zorn rompiera con el sello.

## Música

### Jazz
Zorn demostró sus credenciales de hard bop como miembro del Sonny Clark Memorial Quartet, grabando Voodoo en 1986. News for Lulu (1988) y More News for Lulu (1992) presentaron a Zorn, Bill Frisell y George E. Lewis interpretando composiciones. por Clark, Kenny Dorham, Freddie Redd y Hank Mobley. Grabó Spy vs Spy con versiones hardcore punk de las composiciones de Ornette Coleman en 1989. Según Cook, "los admiradores de Zorn a menudo lo consideran un maestro del bebop contralto, pero cuando toca algo que se acerca a ese estilo, su forma de tocar tiene poco de la tensión y nada de la relajación de los grandes beboppers, y a menudo suena más estrangulado que cualquier otra cosa".

### Música de cine
Zorn afirmó que "después de que salió mi disco The Big Gundown , estaba convencido de que me esperaba mucho trabajo en la banda sonora". Si bien el interés de Hollywood no llegó, eventualmente cineastas independientes como Sheila McLaughlin y Raúl Ruiz buscaron su talento. El cineasta Walter Hill rechazó su música para una película que se llamaría Looters. Aunque la banda sonora de Zorn no llegó al montaje final, utilizó el dinero que recibió para establecer el sello discográfico Tzadik, en el que lanzó Filmworks II: Music for an Untitled Film de Walter Hill en 1995. Zorn también produjo una serie de bandas sonoras comerciales para la empresa de publicidad Wieden+Kennedy, incluida una dirigida por Jean-Luc Godard, una inspiración de Zorn desde hace mucho tiempo. Zorn utilizó sus encargos cinematográficos para grabar nuevos conjuntos como Masada y Masada String Trio. Desde mediados de la década de 1990, Zorn compuso música para películas independientes que trataban sobre la cultura BDSM y LGBT, documentales que exploraban la experiencia judía y películas sobre artistas outsiders. En 2013, después de lanzar 25 volúmenes de su serie Filmworks, Zorn anunció que ya no publicaría música para películas.

### Hardcore: Naked City, Painkiller y más allá

Nombre de la banda Naked City (banda) está inspirado en el primer libro de las descarnadas y expresivas fotografías de Weegee: Naked City (1945). La fotografía de la derecha se trata de un asesinato real y es utilizada como portada para el primer álbum de la banda.

Zorn fundó Naked City en 1988 como un "taller de composición" para probar las limitaciones del formato de una banda de rock. Con Zorn (saxofón), Bill Frisell (guitarra), Fred Frith (bajo), Wayne Horvitz (teclados), Joey Baron (batería) y el vocalista Yamatsuka Eye (y más tarde Mike Patton), Naked City combinó la apreciación de Zorn por bandas de hardcore punk y grindcore como Agnostic Front y Napalm Death con influencias como la música de cine, el country o el jazz a menudo en una sola composición. La banda interpretó piezas de los compositores cinematográficos Ennio Morricone, John Barry, Johnny Mandel y Henry Mancini y de los clasicistas modernos Alexander Scriabin, Claude Debussy, Charles Ives y Olivier Messiaen. 
En 1991, Zorn formó Painkiller con Bill Laswell al bajo y Mick Harris a la batería. Los dos primeros lanzamientos de Painkiller, Guts of a Virgin (1991) y Buried Secrets (1992), también incluyeron composiciones breves inspiradas en grindcore y free jazz. Lanzaron su primer álbum en vivo, Rituals: Live in Japan, en 1993, seguido del doble CD Execution Ground (1994), que incluía piezas de estilo dub y ambiental más largas. Un segundo álbum en vivo, Talisman: Live in Nagoya, fue lanzado en 2002 y la banda apareció en Zorn's 50th Birthday Celebration Volumen 12 (2005) con Hamid Drake reemplazando a Harris en la batería y el vocalista invitado Mike Patton.
Ambas bandas atrajeron el interés mundial, particularmente en Japón, donde Zorn se había mudado luego de una residencia de tres meses en Tokio.
En 2006, Zorn formó el trío de voz, bajo y batería formado por Mike Patton, Trevor Dunn y Joey Baron como "un desafío compositivo, como un ciclo de canciones, canciones sin letra", cuando decidió "Quiero trabajar más con Patton; Patton Tenía muchas ganas de trabajar más juntos. 'Está bien, entonces comencemos solo con el bajo, la batería y la voz'. Rolling Stone dijo que Moonchild era "una banda que, al igual que Naked City, mutó radicalmente a lo largo de su vida mientras Zorn seguía elevando su nivel compositivo. Si bien tocó extremos similares a los de ese grupo... sus episodios son más sostenido, sus estructuras son más convencionales como canciones", señalando "Durante los primeros cinco de los siete álbumes de Moonchild, lanzados entre 2006 y 2014, Patton utilizó su rango completo de susurro a grito mientras operaba completamente sin letra".

### Música de concierto
A medida que el interés de Zorn por Naked City decayó, "comenzó a escuchar música clásica en [su] cabeza otra vez".Zorn comenzó a trabajar en composiciones basadas en arreglos de música de cámara de cuerdas, percusión e instrumentos electrónicos. Elegy, una suite dedicada a Jean Genet, fue estrenada en 1992.

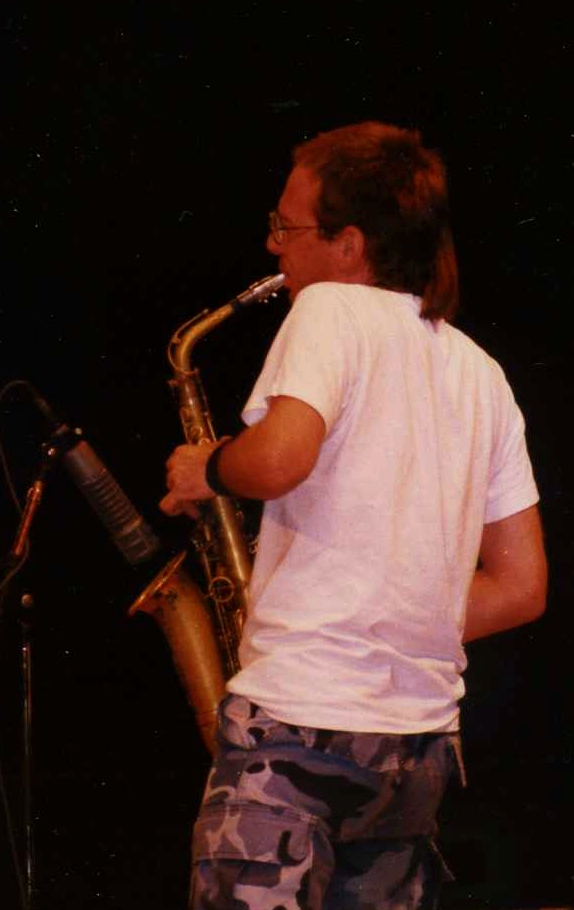
John Zorn en 1990

El establecimiento de Tzadik le permitió publicar muchas composiciones que había escrito durante las dos décadas anteriores para conjuntos clásicos. La primera composición clásica publicada por Zorn, Christabel (1972) para cinco flautas, apareció por primera vez en Angelus Novus en 1998. Él atribuye la composición de su cuarteto de cuerda de 1988 Cat O' Nine Tails (encargado y publicado por el Kronos Quartet en Short Stories) para despertarlo a las posibilidades de escribir para músicos clásicos. Esta composición también apareció en The String Quartets (1999) y Cartoon S/M (2000) junto con variaciones de "Kol Nidre", inspirada en la oración judía de expiación que se escribió al mismo tiempo que el primer Libro de Masada.
Aporias: Requia para piano y orquesta (1998) fue el primer lanzamiento orquestal a gran escala de Zorn con el pianista Stephen Drury, el Coro de Niños de la Radio Húngara y la Orquesta de Compositores Estadounidenses dirigida por Dennis Russell Davies .
Gran parte del trabajo clásico de Zorn está dedicado o inspirado en artistas que han influido en él:
Duras: Duchamp (1997) contiene homenajes a Marguerite Duras y Olivier Messiaen. Songs from the Hermetic Theatre (2001) presenta composiciones dedicadas a Harry Smith, Joseph Beuys y Maya Deren. Madness love and mysticism (2001) contó con Le Mômo, inspirada en Antonin Artaud, y Sin título, dedicada a Joseph Cornell. Chimeras (2001) se basó en la composición atonal de Arnold Schoenberg, Pierrot Lunaire. Varias de las obras de concierto posteriores de Zorn se inspiraron en el misticismo y en las obras de Aleister Crowley en particular; Magick (2004) presentó un grupo llamado Crowley Quartet. Una interpretación de 2009 de la pieza central del álbum, Necronomicon, fue descrita como "... vórtices frenéticos de movimiento violento y abrasivo, separados por secciones inquietantemente tranquilas y llenas de suspenso con melodías cambiantes e incluso orantes. La música es sensacional y evocadora, pero nunca arbitraria; siempre sientes una mano que te guía detrás del caos".
Los trabajos posteriores se ampliaron para incluir obras vocales y operísticas; Mysterium lanzado en 2005 contó con Frammenti del Sappho para coro femenino; Rituals (2005) presentó la ópera de Zorn compuesta para el Festival de Ópera de Bayreuth en 1998; y La Machine de l'Être, compuesta en 2000, estrenada en la Ópera de Nueva York en 2011 y grabada para el álbum de 2012 Music and Its Double.
Las obras de concierto de Zorn se han interpretado en todo el mundo y ha recibido encargos de la Filarmónica de Nueva York, la Filarmónica de Brooklyn y BBC Radio.

### Proyecto Masada y libros

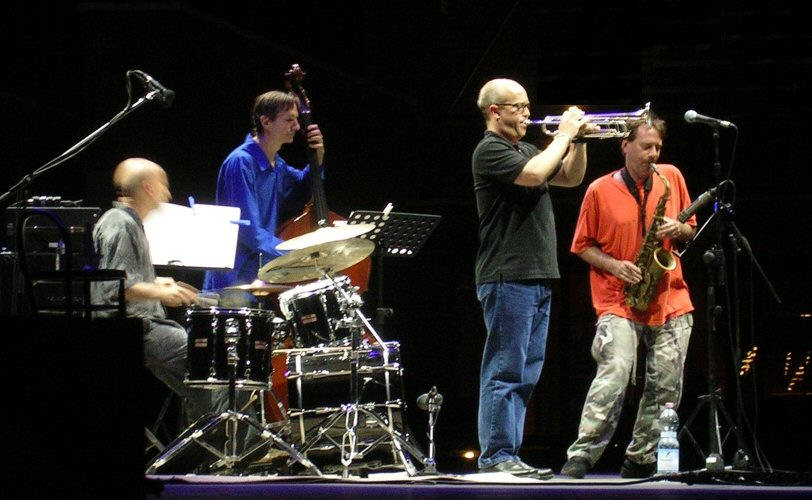
Masada: Joey Baron (batería), Greg Cohen (bajo), Dave Douglas (trompeta), John Zorn (Saxofón)

Las conversaciones con Joey Baron llevaron a Zorn a explorar y abrazar la cultura judía. Otra composición de fichas, Kristallnacht (1992), reflexionó sobre la Noche de los cristales rotos que atacó violenta y destructivamente a los judíos en Alemania y Austria en 1938. Varios movimientos utilizaron las escalas frigia dominante y dórica ucraniana comunes a la música klezmer. Zorn se propuso la tarea de escribir 100 composiciones utilizando la escala en un año.

### Libro uno: el cuarteto Masada
En 1993, Zorn contrató a Baron junto con Dave Douglas (trompeta) y Greg Cohen (contrabajo) para proporcionar pistas musicales para la primera película de Joe Chappelle, Thieves Quartet (posteriormente recopilada en Filmworks III: 1990-1995) y estableció el primer grupo de Masada en interprete sus composiciones recientes utilizando la formación instrumental y el enfoque de improvisación del cuarteto pionero de free jazz de Ornette Coleman.
En tres años, el número de composiciones había aumentado a 205 y llegó a ser conocido como el primer Libro de Masada. Zorn explicó:

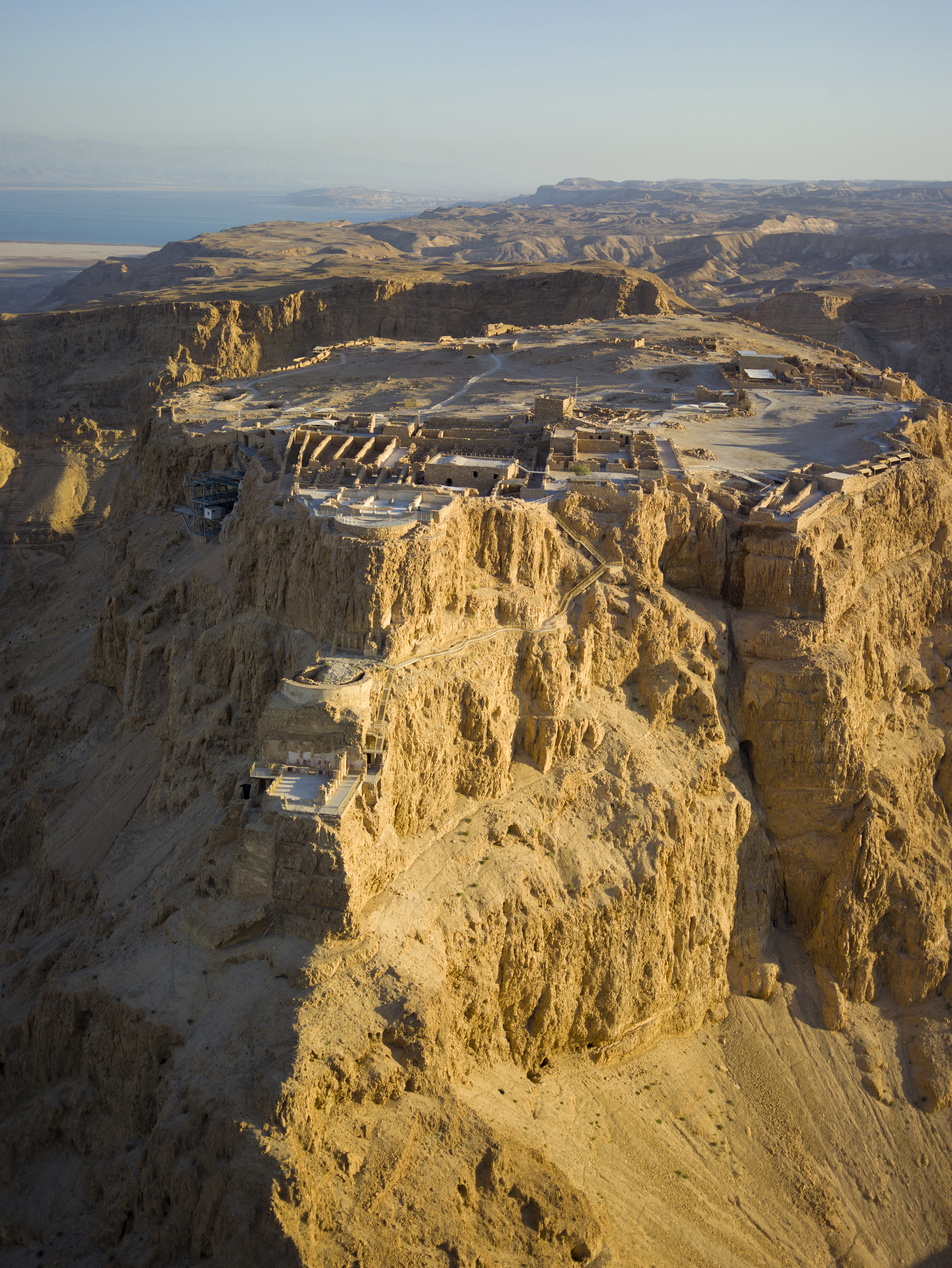
El título del proyecto se debe a la fortaleza de Masada. La misma es conocida por su destacada importancia en los compases finales de la primera guerra judeo-romana (también conocida como la Gran Revuelta Judía), cuando el asedio de la fortaleza por parte de las tropas del Imperio romano condujo finalmente a sus defensores a realizar un suicidio colectivo al advertir que la derrota era inminente.

"El proyecto de Masada era crear algo positivo en la tradición judía, algo que tal vez lleve la idea de la música judía al siglo XXI de la misma manera que el jazz se desarrolló desde la adolescencia y los años 1920 hasta los años 40, 50, 60 y más. Mi idea inicial era escribir cien canciones. Y luego terminé escribiendo más de 200 para el primer libro y luego lo interpreté innumerables veces durante años."
En 1996, Zorn lanzó Bar Kokhba con composiciones de Masada grabadas por un grupo rotativo de músicos. De este álbum surgieron dos conjuntos: el Masada String Trio, compuesto por Greg Cohen (bajo), Mark Feldman (violín) y Erik Friedlander (violonchelo); y el Sexteto Bar Kokhba que agregó a Marc Ribot (guitarra), Cyro Baptista (percusión) y Joey Baron (batería), los cuales aparecieron en The Circle Maker de 1998. El Masada String Trio también apareció en la serie Filmworks de Zorn , como parte de la celebración de su 50 cumpleaños , y lanzó dos álbumes como parte del proyecto Book of Angels, Azazal y Haborym. En 2003, Zorn formó Electric Masada, una banda con Zorn, Baptista, Baron y Ribot, junto con Trevor Dunn (bajo), Ikue Mori (electrónica), Jamie Saft (teclados), y Kenny Wollesen (batería) lanzando su álbum debut en vivo de la serie de conciertos del 50 cumpleaños de Zorn y un CD doble en vivo grabado en 2004. En 2019, Zorn formó el New Masada Quartet con Julian Lage (guitarra), Jorge Roeder (bajo) y Kenny Wollesen (batería).
Zorn lanzó una serie del décimo aniversario de grabaciones de Masada a partir de 2003. La serie incluyó cinco álbumes de temas de Masada, incluidos Masada Guitars de Marc Ribot , Bill Frisell y Tim Sparks; Recital de Masada de Mark Feldman y Sylvie Courvoisier; Masada Rock de Rashanim; y dos álbumes con varios artistas, Voices in the Wilderness y The Unknown Masada.
El cuarteto de Masada actuó en el Lincoln Center for the Performing Arts en marzo de 2007 en lo que se anunció como sus conciertos finales. Zorn reformó la banda como un sexteto con Uri Caine y Cyro Baptista en 2009 diciendo:
Sentí que nos estancamos un poco en 2007 y dije: "Bueno, tal vez el cuarteto realmente esté terminado. Tal vez hayamos logrado lo que podemos lograr. Tal vez sea hora de dejar esto en la cama". Y luego el Festival de Jazz de Marciac me pidió que formara un grupo un poco más grande. Me preguntaron qué pasaría si añadía un par de personas a Masada y dije: "No puedo añadir a nadie al cuarteto. El cuarteto es el cuarteto, eso es lo que hacemos". Pero luego pensé: "Bueno, si fuera a agregar a alguien, probablemente le preguntaría a Uri y Cyro". Lo probamos en Marciac y fue increíble. Ni siquiera tuvimos tiempo de ensayo. Simplemente pasé los gráficos y dije: "Está bien, mírenme porque seré el director. Hagámoslo". Y fue uno de esos clics mágicos en el quiosco que a veces suceden. Entonces sí, esta banda está despegando nuevamente. Después de 15 años de hacer esta música, todavía podemos encontrar cosas nuevas.
Las composiciones de Masada de Zorn y los conjuntos asociados se han convertido en el foco central de muchos conciertos y festivales y ha establecido 'Masada Marathons' regulares que presentan a varias bandas y músicos interpretando música de Masada Books.

### Libro dos: The Book of Angels
En 2004, Zorn comenzó a componer el segundo libro de Masada, The Book of Angels, lo que dio como resultado 316 composiciones adicionales.
Zorn explicó:
Después de 10 años de interpretar el primer libro, pensé: "Tal vez sería bueno escribir algunas canciones más". Y escribí 300 canciones más. Cuando comencé a escribirlas fue: "Veamos si esta vez puedo escribir cien canciones en un mes". He estado trabajando en estas escalas y tocando estas melodías todo este tiempo. En algún lugar del fondo de mi cabeza se alojan todo tipo de ideas nuevas. A ver si puedo crear 100 canciones en un mes en lugar de en un año. Entonces, en el primer mes, saqué cien canciones; el segundo mes, otros cien; en el tercer mes, un tercio de 100 melodías. No tenía idea de que eso iba a pasar.

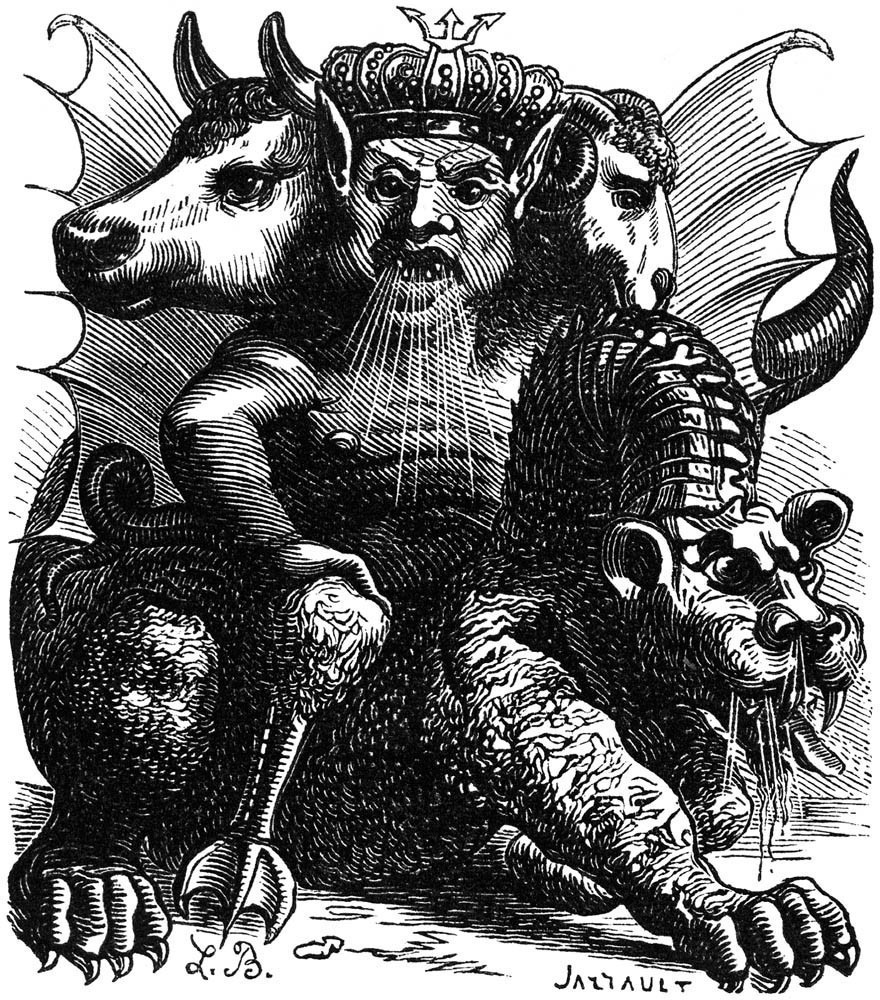
Los títulos de los álbumes están basados en la demonología de las religiones abrahámicas. Asmodeus, príncipe demonio, da título al volumen 7 del Book of Angels, interpretado por Marc Ribot. La imagen se trata de una ilustración del Diccionario infernal de Collin de Plancy y dichas ilustraciones de demonios están presentes dentro del arte de cada álbum del Book.

Zorn publicó treinta y dos volúmenes de composiciones del Libro Dos de Masada interpretadas por muchos artistas variados y renombrados, como Pat Metheny. A diferencia del libro uno, los álbumes que componen este libro varían notoriamente en estilos y formaciones, aunque siempre manteniendo las escalas de la música judía. Los títulos de muchas composiciones del Libro Dos de Masada se derivan de la demonología y la mitología judeocristiana.

### Libro tres: The Book Beri'ah
Zorn lanzó el tercer libro de Masada, titulado The Book Beri'ah, el 17 de agosto de 2018. La caja comprende las noventa y dos composiciones finales que completan la última entrega del proyecto Masada de veinticinco años de Zorn en una caja de edición limitada de once discos compactos. All About Jazz elogió las composiciones por tener muchos niveles de significado y escucha sonora. Sofia Rei, Julian Lage, Bill Frisell, Kenny Wollensen, Brian Masella, Cyro Baptista o Craig Taborn entre otros están en esta colección de disco que como siempre y fieles al estilo Zorn reúnen un catálogo completamente variado y casi inabarcable de estilos y colores.
Con esta nueva entrega llega a las 613 composiciones, número de ‘mitzvot’, o mandamientos, contenidos en la Torah judía.

### The dreamers
Zorn lanzó uno de sus álbumes más populares, The Gift, en 2001, que sorprendió a muchos con su relajada mezcla de surf, exotismo y músicas del mundo. El 29 de febrero de 2008, en St Ann's Warehouse en Brooklyn, Zorn estrenó The Dreamers, que supuso un regreso a las suaves composiciones que aparecieron por primera vez en The Gift y estableció la banda del mismo nombre. The Dreamers lanzaron su segundo álbum, O'o, en 2009, un álbum de composiciones de Zorn's Book of Angels en 2010 y un álbum de Navidad en 2011.

## Otros trabajos

### Registros Tzadik
En 1992, John Zorn fue curador de la filial Avant del sello DIW y lanzó varias grabaciones de Naked City en el sello, así como muchos otros álbumes con músicos afiliados a Zorn, incluidos Derek Bailey, Buckethead, Eugene Chadbourne, Dave Douglas, Erik Friedlander, Wayne Horvitz, Ikue Mori, Bobby Previte, Zeena Parkins y Marc Ribot.
En 1995, en cooperación con el productor de jazz Kazunori Sugiyama, Zorn fundó el sello discográfico Tzadik para garantizar la disponibilidad de su catálogo y promover a otros músicos.
Los lanzamientos del sello se dividen en series:
- The Archival Series presenta grabaciones de Zorn exclusivamente, incluidas reediciones de varios álbumes que aparecieron en otros sellos, el trabajo cinematográfico de Zorn y grabaciones de 1973 en adelante;
- La serie de celebración del 50 cumpleaños consta de 11 álbumes en vivo grabados en septiembre de 2003 en Tonic como parte del concierto retrospectivo de un mes de duración del trabajo de Zorn;
- La Composer Series presenta la música de Zorn para conjuntos "clásicos" junto con trabajos de muchos otros compositores contemporáneos;
- La Serie de Cultura Judía Radical presenta a músicos judíos contemporáneos;
- La serie New Japan cubre la música underground japonesa;
- La Film Music Series presenta bandas sonoras de otros músicos (las grabaciones de Zorn's Filmworks se incluyen en la Archival Series );
- La Serie Oracle promueve a las mujeres en la música experimental;
- The Key Series presenta destacados músicos y proyectos de vanguardia;
- La serie Lunatic Fringe publica música y músicos que operan fuera de las categorías amplias que ofrecen otras series; y
- La Serie Spotlight promueve nuevas bandas y proyectos musicales de jóvenes músicos.[32]

### The Stone (espacio musical)
Las primeras actuaciones de Zorn en Nueva York ocurrieron en pequeños espacios dirigidos por artistas, incluido su propio apartamento. A medida que su perfil creció, se asoció con varios lugares alternativos del Lower East Side, como Knitting Factory y Tonic. El viernes 13 de abril de 2007, Zorn tocó la última noche en Tonic antes de que cerrara debido a presiones financieras.
Zorn fue la fuerza principal en el establecimiento de The Stone en 2005, un espacio de espectáculos de vanguardia en Alphabet City de Nueva York que se sustenta únicamente de donaciones y la venta de CD de edición limitada, entregando todos los ingresos directamente a los artistas. Zorn ostenta el título de director artístico y realiza regularmente 'Noches de improvisación'. Zorn siente que "The Stone es un espacio único y es diferente de Tonic, Knitting Factory y la mayoría de los otros lugares en los que hemos tocado, ya que no hay bar... así que NO hay presión para llenar la casa". con un público que bebe, y la noche que actúes no tiene nada que ver con tu poder para atraer público o qué tipo de música puedas tocar". El 10 de enero de 2008, Zorn actuó con Lou Reed y Laurie Anderson en una noche benéfica especial en The Stone que también se publicó en The Stone: Issue Three en CD. En diciembre de 2016, Zorn anunció que The Stone cerraría en febrero de 2018, pero que tenía la esperanza de poder encontrar una nueva ubicación, afirmando: "¡Los lugares van y vienen, pero la música continúa para siempre!". En marzo de 2017, Zorn había negociado con The New School para trasladar The Stone a Greenwich Village. El 25 de febrero de 2018, la última presentación se llevó a cabo en el lugar original y Zorn trasladó las operaciones al The Glass Box Theatre de The New School sobre la base de un acuerdo de apretón de manos.

### Serie de conciertos de cumpleaños 50, 60 y 70 y actuaciones en museos de arte
En septiembre de 2003, Zorn celebró su 50 cumpleaños con una serie de actuaciones de un mes de duración en Tonic en Nueva York, repitiendo un evento que había comenzado una década antes en Knitting Factory. Conceptualizó el mes en varios aspectos diferentes de su producción musical. Las bandas de Zorn actuaron los fines de semana, los domingos se presentaron conjuntos clásicos, los lunes Zorn realizó improvisaciones con otros músicos, los martes presentó sus composiciones ampliadas y los miércoles una retrospectiva de piezas de juegos. Se lanzaron un total de 12 álbumes en vivo en su serie de celebración del 50 cumpleaños.
Las celebraciones del 60 cumpleaños de Zorn abarcaron conciertos en todo el mundo, desde apariciones en festivales hasta eventos únicos en galerías de arte y lugares inusuales durante 2013 y 2014. Los primeros conciertos bajo el lema Zorn 60 se realizaron en el Walker Art Center en Minneapolis en abril de 2013. A esto le siguieron actuaciones en el Museo de Arte Moderno y el Museo Solomon R. Guggenheim. La etapa europea de Zorn 60 comenzó en el Barbican Theatre de Londres en julio de 2013. Poco después siguieron apariciones en festivales en Bélgica, Polonia, España y Alemania. A estos les siguieron conciertos en Victoriaville, Canadá. Al regresar a la ciudad de Nueva York, se produjeron otras apariciones en conciertos en Alice Tully Hall y Lincoln Center.

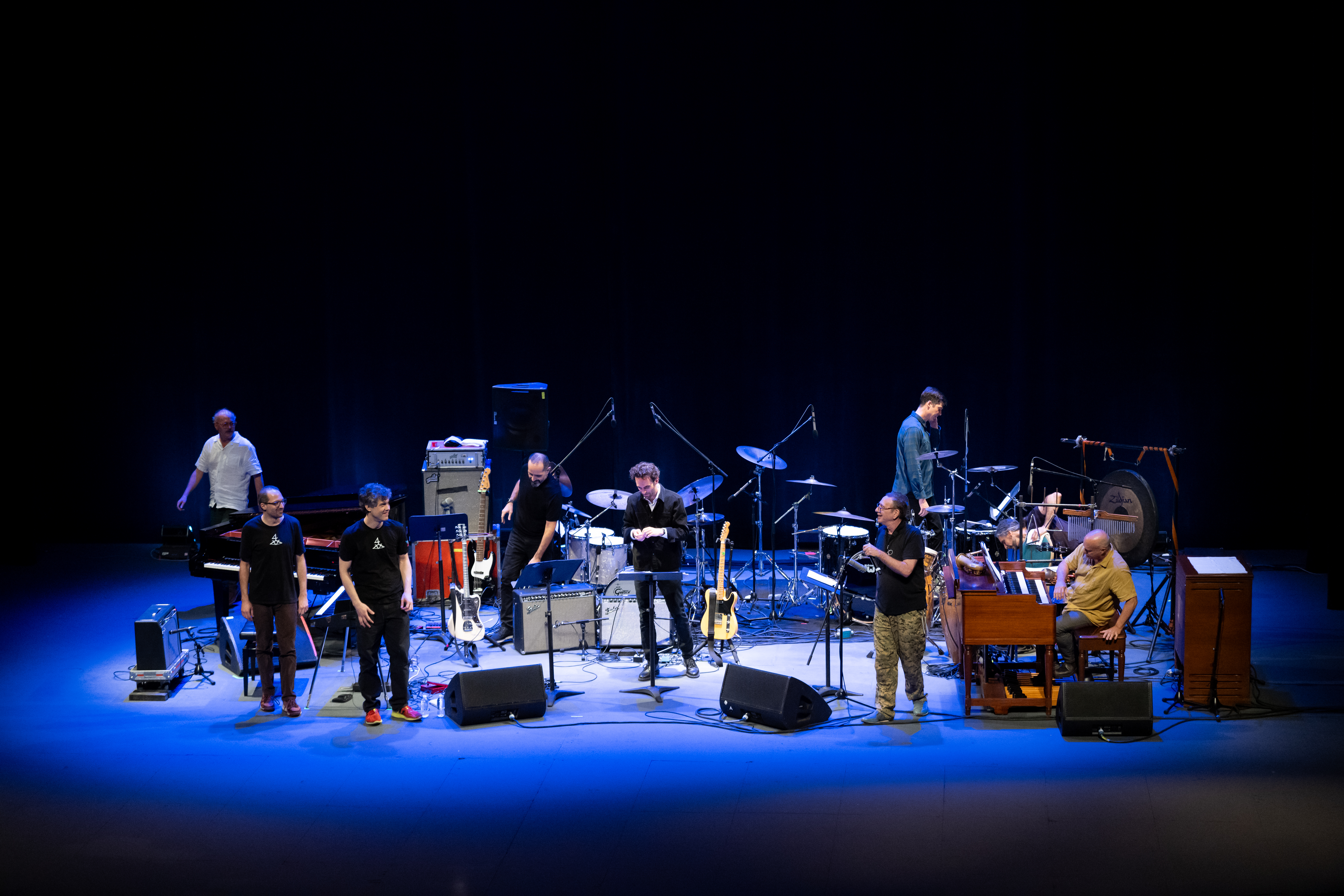
John Zorn y su grupo en la celebración de su cumpleaños número 70.

Zorn llevó a cabo otro de sus célebres maratones de Masada en el Centro Skirball para las Artes Escénicas en agosto. Otros conciertos en la ciudad de Nueva York en septiembre incluyeron actuaciones de música para películas en Anthology Film Archives, obras clásicas y Cobra en el Miller Theatre, un concierto de un día de duración en el Museo Metropolitano de Arte y una actuación de música improvisada de duetos con Ryuichi Sakamoto. En octubre, el Conjunto Internacional Contemporáneo realizó una retrospectiva de la música clásica de Zorn en el Museo de Arte Contemporáneo de Chicago. Los conciertos finales de Zorn 60 se realizaron como parte del Festival de Adelaida en Australia en marzo de 2014 y presentaron cuatro conciertos que abarcaron la amplitud de su rango compositivo e improvisación.
Para la celebración de su 70 cumpleaños la Secretaría de Cultura de la Ciudad de México celebró a John Zorn a través de su serie de conciertos Zorn 70 en el Teatro de la Ciudad Esperanza Iris, el 2 y 3 de diciembre, en donde presentó, en colaboración con nueve músicos de la escena creativa neoyorquina y dos programas distintos, algunos de sus proyectos más icónicos, como los emblemáticos Masada, los tríos Simulacrum y Suite for Piano, así como las agrupaciones Chaos Magick e Incerto. En medio de una gran ovación y aplausos, el sábado arrancó el primer programa con el New Masada Quartet, que con una energía estruendosa y la versatilidad del saxófono y direccional musical de John Zorn encendió a la audiencia co los solos intensos de los talentosos Julian Lage en la guitarra, Jorge Roeder en el bajo y Kenny Wollesen en la batería. El programa, que también celebra los 70 años del saxofonista y compositor neoyorquino, continuó con la sesión con Suite For Piano, en donde Jorge Roeder, el pianista Brian Marsella y el baterista Ches Smith tocaron una sesión con ritmos más clásicos y personales. El concierto del sábado concluyó con el ensamble de Simulacrum, integrado por John Medeski en el órgano, Matt Hollenberg en la guitarra y Kenny Grohowski en la batería, cuyos ritmos fusionan el jazz con el metal y el noise, que encendieron los ánimos de todas las personas para despedir a los músicos con una ovación de pie. Mientras que el domingo 3 de diciembre, continuó con Chaos Magick con el que John Medeski en el órgano, Brian Marsella en el piano eléctrico, Matt Hollenberg en la guitarra y Kenny Grohowski en batería experimentaron en libertad con ritmos y sonidos y composiciones abstractas. El segundo tiempo se presentó Incerto, con Brian Marsella en el piano, Julian Lage en la guitarra, Jorge Roeder en el bajo y Ches Smith en la batería. El gran concierto concluyó con el New Electric Masada, con el que Zorn mostró su gran creatividad y genialidad. Este ensamble fue el más esperado ya que contó con la participación de todos los músicos que estuvieron en ambos conciertos.

### Arcana (serie de libros)
En 2000, Zorn editó el libro Arcana: Musicians on Music con entrevistas, ensayos y comentarios de músicos como Anthony Coleman , Peter Garland , David Mahler, Bill Frisell , Gerry Hemingway , George E. Lewis , Fred Frith , Eyvind Kang , Mike Patton. y Elliott Sharp, sobre el proceso compositivo. Zorn publicó el segundo volumen de Arcana: Músicos en la música en el verano de 2007. Según el prefacio de Zorn, "Esta segunda entrega de lo que será una serie continua de libros que presentan ideas radicales y de vanguardia sobre la música es hecho, como el volumen inicial, por necesidad." Desde entonces se han publicado nuevos volúmenes; El octavo volumen se publicó en septiembre de 2017.

### En otros medios
Zorn también apareció en la película Money de Henry Hills de 1985, sobre las luchas financieras de los artistas de vanguardia de Manhattan durante la era del reaganismo.

### Premios
En 2001, John Zorn recibió el Premio Cultural Judío en Artes Escénicas de la Fundación Nacional para la Cultura Judía. En 2006, Zorn fue nombrado miembro de MacArthur. En 2007, recibió el Premio William Schuman de la Escuela de Artes de la Universidad de Columbia, un honor otorgado "para reconocer la trayectoria de un compositor estadounidense cuyas obras han sido ampliamente interpretadas y generalmente reconocidas como de importancia duradera."
En 2011, Zorn fue incluido en el Salón de la Fama de la Música de Long Island por Lou Reed y recibió el Magister Artium Gandensis, un título honorífico de la Universidad de Gante. En 2014, recibió doctorados honoris causa de la Universidad Estatal de Nueva York y el Conservatorio de Música de Nueva Inglaterra.

## Filmografía
- Money (1985), a "manic collage film" by Henry Hills on "the early days of "language poetry" and the downtown improvised music scene."[82]
- Put More Blood Into the Music (1987), documentary by George Atlas on New York avant garde music, aired Sunday 12 de marzo de 1989, as episode 292 of The South Bank Show.
- Step Across the Border (1990), documentary on Fred Frith.
- A Bookshelf on Top of the Sky: 12 Stories About John Zorn (Tzadik, 2004), film portrait by Claudia Heuermann.
- Masada Live at Tonic 1999 (2004), concert film.
- Celestial Subway Lines / Salvaging Noise (2005), experimental documentary by Ken Jacobs with soundtrack by Zorn and Ikue Mori.
- Sabbath in Paradise (Tzadik, 2007), documentary by Claudia Heuermann on Jewish musical culture in New York's avant garde Jazz scene in the 1990s.
- Astronome: A Night at the Opera (2010), an opera by Richard Foreman, music by John Zorn.
- Zorn I (2016) by Mathieu Amalric
- Zorn II (2018) by Mathieu Amalric
- Zorn III (2022) by Mathieu Amalric